# Невдащенко Олександр Феоктистович
Олександр Феоктистович Невдащенко (10 вересня 1933, Київ — 27 вересня 2008, там само) — український фахівець у галузі радіотехніки, кандидат технічних наук (1984), лауреат Державної премії СРСР у галузі науки і техніки (1977).

## Біографія
Олександр Невдащенко народився 10 вересня 1933 року у м Києві.
У 1956 році вищу освіту здобув у Київському політехнічному інституті.
Після цього почав працював у науково-дослідному інституті «Квант», де обіймав посади від інженера до начальника відділу, а також заступника головного конструктора. Завершив роботу в інституті у 1994 році.
Також працював заступником головного конструктора корабельних комплексів висвітлення надводної обстановки з використанням засобів космічної розвідки.
До сфер наукових досліджень Олександра Невдащенка виходили питання організації структур, обчислювальних та контролювальних процесів у комплексах і системах; розроблення засобів та методів діагностики радіоелектронної апаратури.